# Esselen
L’esselen (ou huelel) est une langue isolée parlée aux États-Unis, en Californie dans la zone montagneuse du comté de Monterey. L'esselen est rattaché à l'hypothétique groupe des langues hokanes. La langue est éteinte depuis le XIXe siècle. Après 1870, les chercheurs tels que Alfred L. Kroeber ne pouvaient plus trouver que des Indiens ayant entendu parler la langue dans leur entourage, mais n'étant pas eux-mêmes des locuteurs de l'esselen.

## Sources
- (en) Leedom Shaul, David, The Huelel (Esselen) Language, International Journal of American Linguistics, 61:2, 1995.
- (en) Leedom Shaul, David, The Last Words of Esselen, International Journal of American Linguistics, 61:2, 1995.
- (en) Leedom Shaul, David, Esselen Texts and Glossary